# مطرب (فیلم ۱۳۵۱)
مطرب فیلمی به کارگردانی و نویسندگی اسماعیل نوری‌علاء محصول سال ۱۳۵۱ است.

## خلاصهٔ داستان
اسکندر (جمشید مشایخی)، خوانندهٔ محبوب، از زندان آزاد می‌شود. او که در کابارهٔ سهراب خان (عزت‌الله مقبلی) آواز می‌خواند، همراه اسلام (مرتضی احمدی) و همسرش منیر (گیتی فروهر) از سهراب جدا می‌شوند و گروه جدیدی تشکیل می‌دهند. سهراب و پسرش ساسان (فرشید فرزان) هر دو به ایران (مرسده کامیاب)، خوانندهٔ کاباره، علاقه دارند. ساسان دختری به نام نگار (نیلوفر) را فریب می‌دهد و می‌گریزد. اسکندر برای حفظ آبروی نگار او را به خانهٔ خواهرش هاجر (مهری ودادیان) می‌برد و مدتی بعد ازدواج می‌کنند تا ساسان بازگردد و نگار فرزندش را به دنیا آورَد. هاجر که مسلول است می‌میرد، و ساسان، پس از بازگشت، حاضر به ازدواج با نگار نمی‌شود. سهراب خان پسرش و ایران را به جرم رابطهٔ نامشروع به قتل می‌رساند و نگار پس از این‌که دختری به دنیا می‌آورد زندگی جدیدی را در کنار اسکندر آغاز می‌کند.

## بازیگران
- جمشید مشایخی
- نیلوفر
- مرتضی احمدی
- عزت‌الله مقبلی
- مهری ودادیان
- صمد شیرازی
- فرشید فرزان
- مرسده کامیاب
- فرشته فیضی